# Ahaswer (Autoportret)
Ahaswer (Autoportret) – obraz olejny autorstwa Maurycego Gottlieba z 1876, przechowywany w zbiorach Muzeum Narodowego w Krakowie. Sygnowany i datowany w lewym dolnym rogu: M Gottlieb, 1876. 

## Historia obrazu
W 1879 obraz wystawiono w Towarzystwie Przyjaciół Sztuk Pięknych w Krakowie, następnie nabył go Aleksander Krywult, po czym w 1883 ofiarował dzieło krakowskiemu Muzeum Narodowemu. Obraz nosi nr inwentarzowy MNK II-a-6. Jest prezentowany w Galerii Sztuki Polskiej XIX wieku w Sukiennicach (Sala Siemiradzkiego). 

## Opis obrazu
Pełen smutku, bolesny wyraz twarzy oraz żałobna czerń szaty sugerują, że malarz w autoportrecie przedstawił siebie jako nieszczęśliwego, skazanego na wieczną wędrówkę Ahaswera – Żyda Wiecznego Tułacza. Z kolei połyskujący na ciemnych włosach złoty diadem – symbol władzy i bogactwa, przemawia za tym, iż artysta nadał własne rysy postaci biblijnego perskiego króla Aswerusa. Autoportret miał być przede wszystkim „portretem duszy” Gottlieba, analizującego własną psychikę, by tym sposobem znaleźć odpowiedź na pytanie o istotę ludzkiej egzystencji.
Ciemne, przygaszone kolory, subtelne efekty błyszczącego diademu i kolczyka, silne efekty światłocieniowe, a także historyzujący kostium oraz nastrój tajemniczości i skupienia łączy się z twórczością Rembrandta, którego dzieła podziwiał Gottlieb podczas pobytu w Monachium w zbiorach tamtejszej Pinakoteki.